# Oloví
Oloví (deutsch Bleistadt) ist eine Stadt im Okres Sokolov im Karlovarský kraj in Tschechien.

## Geographie

### Geographische Lage
Die Stadt liegt in Westböhmen auf einem Hügel elf Kilometer nordwestlich von Sokolov (Falkenau an der Eger) im Erzgebirge. Die Ortslage erstreckt sich am rechten Ufer der Zwodau. Durch den Ort führt die Bahnstrecke Sokolov–Klingenthal.
Nachbarorte sind Anenské Údoli im Norden, Hory, Loučná und Jindřichovice im Nordosten, Háj im Osten, Nové Domy und Boučí im Südosten, Hřebeny im Süden, Dolina, Krajková und Libnov im Südwesten, Bernov im Westen sowie Horní Studenec und Dolní Studenec im Nordwesten.

### Nachbargemeinden
| Kraslice (Graslitz)   |                                             | Rotava (Rothau)               |
|                       | Kompassrose, die auf Nachbargemeinden zeigt | Jindřichovice (Heinrichsgrün) |
| Krajková (Gossengrün) |                                             | Dolní Nivy (Unterneugrün)     |

### Gemeindegliederung
Die Stadt Oloví besteht aus den Ortsteilen Hory (Horn), Nové Domy (Neuhäuser), Oloví (Bleistadt) und Studenec (Prünles). Grundsiedlungseinheiten sind Dolní Oloví (Unter Bleistadt), Dolní Studenec (Unterprünles), Horní Studenec (Oberprünles), Horní Oloví (Ober Bleistadt), Hory, Lipec (Lindenhammer) und Nové Domy.
Das Gemeindegebiet gliedert sich in die Katastralbezirke Hory u Oloví, Nové Domy, Oloví und Studenec u Oloví.

## Geschichte

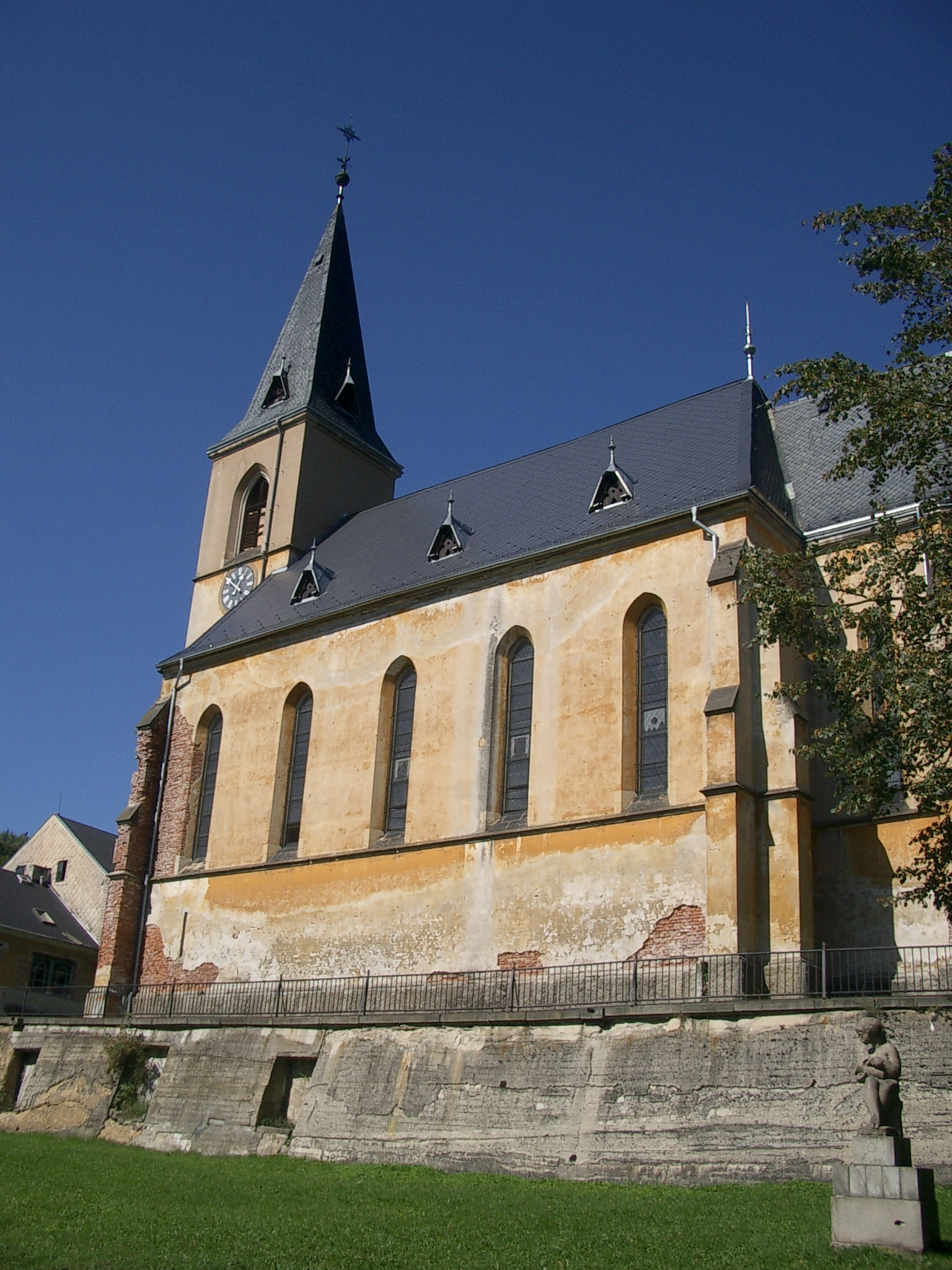
Kirche zum hl. Erzengel Michael

Seit der Mitte des 14. Jahrhunderts existieren Nachweise über den Bleibergbau im Bereich des Zwodautals. Auf einer Hochfläche über dem Flusstal wurde in dieser Zeit die Bergsiedlung Altenberg angelegt. Die Erhebung zum Markt Bleistadt erfolgte nach Angaben auf alten Stadtsiegeln im Jahre 1519 durch den Besitzer von St. Joachimsthal, Stefan Schlick. Urkundlich liegt dieses Privileg aus dem Jahre 1523 vor. Ein Jahr jünger ist das älteste Bergbuch von Bleistadt.
Kaiser Ferdinand I. verlieh 1558 die dem zur Herrschaft Hartenberg gehörigen Ort Stadtrechte und erließ im selben Jahr eine Bergordnung für Bleistadt. Die Stadt erhielt im Zentrum eine Stadtkirche am Markt. 1561 erhob Ferdinand Bleistadt zur Königlichen freien Bergstadt. Nachdem die Stadt 1579 dem Königreich Böhmen als Krongut einverleibt worden war,
wurde dieses Privileg 1581 durch Kaiser Rudolf II. erneuert.
Nach dem Dreißigjährigen Krieg wuchs die Stadt, die damals aus 65 Häusern bestand, schnell und 1850 lebten hier schon mehr als 1.000 Menschen. Als der Bergbau in der Folgezeit immer mehr zum Erliegen kam, wanderte ein großer Teil der Bevölkerung ab; die Ortsbevölkerung ging von 1100 (1880) auf 911 (1890) zurück. Am Ende des 19. Jahrhunderts war der Blei-Bergbau vollständig eingestellt.

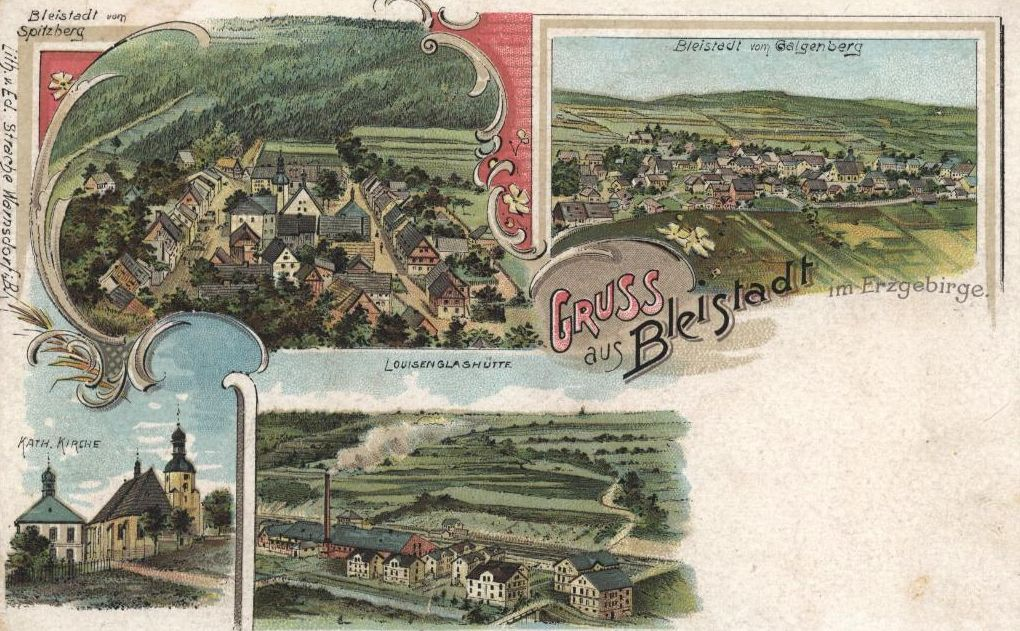
Bildpostkarte aus der Zeit um 1900

Die Eröffnung der Eisenbahnverbindung von Falkenau nach Graslitz durch die Buschtěhrader Eisenbahngesellschaft im Jahre 1876 führte erst 1892 zur Ansiedlung der Flachglasfertigung, die zunächst als Luisen-Glashütte, kurz darauf unter der Firma Erste Böhmische Glasindustrie AG im Zwodautal unterhalb der Altstadt von Bleistadt (Oberbleistadt) gegründet wurde.  Unmittelbar nach der Gründung war die Glasfabrik Hauptarbeitgeber des Orts. So verzeichnete die Glashütte um 1900 zunächst etwa 200 Arbeitskräfte, wobei die Beschäftigung bis 1926 auf 1055 Personen anstieg.

Daneben spielten noch die Knopffabrikation aus Perlmutt (Gebr. Gerstner), der Musikinstrumentenbau (Lazar Stern), die Korbflechterei (mit der 1893 gegründeten Fachschule für Korbflechterei) und die Spitzenklöppelei eine bescheidene Rolle.
Nach dem Ersten Weltkrieg wurde Bleistadt 1919 der neu geschaffenen Tschechoslowakei zugeschlagen. Aufgrund des Münchner Abkommens kam der Ort 1938 zum Deutschen Reich  und gehörte bis 1945 zum Landkreis Falkenau an der Eger, Regierungsbezirk Eger, im Reichsgau Sudetenland.
Die Bewohner der Stadt gehörten überwiegend der deutschen Bevölkerungsgruppe an. Nach der Vertreibung der Deutschen wurde in Oloví nach dem Zweiten Weltkrieg die Glasproduktion fortgeführt; dazu wurden Glasmacher aus der Slowakei angesiedelt. Nach 1990 erlosch diese Tradition und die Glashütte wurde stillgelegt. Der Ort verlor in den 1950er Jahren die Stadtrechte; seit dem 23. Januar 2007 ist Oloví wieder eine Stadt.
Die Firma AGC (früher Glaverbel) produziert seit 2003 in Olovi hochwertige Flachglasprodukte, speziell Brandschutzglas (Pyrobel), und führt somit die Tradition der Glasproduktion und Veredelung von Flachglasprodukten in Olovi fort.

## Das Bergbaurevier Bleistadt
Bleistadt entstand auf reichen Bleierzvorkommen. Um 1500 wurde sie von Graf Stefan Schlick erworben, welcher hier wahrscheinlich 1519 eine Bergstadt im Stile typischer sächsischer Renaissance-Erzgebirgs-Bergstädte erbauen ließ. Etwa gleichzeitig erschlossen die Grafen Schlick auch Sankt Joachimsthal. Für den dortigen Bergbau auf Silber wurde viel Blei benötigt.
Im 16. Jh. waren die meisten der 40 bis 50 Erzgänge im hiesigen Revier aufgefahren. Das Revier reichte vom Kaltenberg(Studenec) über Bleistadt und Hartenberg(Hrebeny) bis nach Robesgrün (Radvanov).
Die ergiebigsten Gruben waren: Andreas, Jan, Trankstollen, Anna, Margareta, Maria Theresia und Peter. In Betrieb waren aber auch Dutzende andere Bergwerke. 1561 erhob Ferdinand I. Bleistadt zur königlichen Bergstadt. Im 16. Jh. wurden hier 30000 Tonnen Blei gewonnen. Danach sank die Produktionsmenge kontinuierlich ab. Ende des 19. Jh. wurden die Bergwerke aufgegeben.
Im 20. Jh. wurden die Gruben in den 1940er Jahren kriegsbedingt kurzzeitig wieder eröffnet. Die späteren Versuche (nach 1945) neuerlicher Blei- und Uran-Gewinnung brachten jedoch keinen großen wirtschaftlichen Erfolg.
In Bleistadt wurde im 20. Jh. der Erkundungsstollen Nr. 112 vorgetrieben. Er schneidet alle mittelalterlichen Gruben im Bereich des Kaltenbergs (Studenec) an. Da etliche Gruben noch begehbar sind, wurde eine zukünftige Nutzung für Montantouristik erwogen. Der Erkundungsstollen 112 soll in Tschechien vom fachlichen Gesichtspunkt her ein Unikat sein.

## Bevölkerungsentwicklung
Bis 1945 war Bleistadt überwiegend von Deutschböhmen besiedelt, die vertrieben wurden
| Jahr | Einwohner | Anmerkungen         |
| ---- | --------- | ------------------- |
| 1847 | 1.026     | in 170 Häusern      |
| 1869 | 1.079     |                     |
| 1880 | 1.108     |                     |
| 1890 | 0911      |                     |
| 1900 | 1.350     | deutsche Einwohner  |
| 1910 | 1.874     |                     |
| 1921 | 1.570     | davon 1343 Deutsche |
| 1930 | 1.752     | [ 12 ]              |
| 1939 | 1.726     | [ 12 ]              |

| Jahr      | 1950  | 1961 1 | 1970 1 | 1980 1 | 1991 1 | 2001 1 | 2011 1 |
| Einwohner | 1.025 | 1.943  | 2.266  | 2.146  | 1.783  | 1.901  | 1.741  |

## Kultur und Sehenswürdigkeiten
- Kirche des Hl. Erzengels Michael, als pseudogotischer Bau anstelle der Stadtkirche aus dem frühen 16. Jahrhundert nach den Plänen des Architekten Rudolf Vomáčka errichtet und 1902 durch Erzbischof Leo Skrbenský von Hříště geweiht.

## Verkehr
Oloví besitzt einen Bahnhof an der grenzüberschreitenden Bahnstrecke Sokolov–Klingenthal. Direkte Zugverbindungen bestehen mit den Zügen der VIAMONT nach Sokolov, Karlovy Vary (Karlsbad) und Zwickau.

## Söhne und Töchter der Stadt
- Gerhard Fuchs (1928–2023), Historiker